# 又丸駅
又丸駅（またまるえき）は、岐阜県岐阜市又丸にあった名古屋鉄道揖斐線の駅である。隣の尻毛駅とともに珍地名として知られていた。

## 歴史
揖斐線が前身である岐北軽便鉄道の駅として1914年（大正3年）に開業したときから存在した。開業当初は隣の尻毛駅との間に川部橋駅が存在した。
- 1914年（大正3年）3月29日 - 岐北軽便鉄道の忠節駅 - 北方町駅（のちの美濃北方駅）間の開通と同時に開業[3][4][5][6]。
- 1946年（昭和21年）11月1日以前 - 無人化[7]。
- 1998年（平成10年）4月6日 - 急行停車駅に昇格[要出典]。
- 2005年（平成17年）4月1日 - 揖斐線の忠節駅 - 黒野駅間の営業廃止により廃駅[5][8]。

## 駅構造
単式ホーム1面1線の地上駅。無人駅だった。

### 配線図
| ← 黒野方面 | 又丸駅 構内配線略図 | → 忠節方面 |
| 凡例 出典: |                     |            |

## 利用状況
- 『名古屋鉄道百年史』によると1992年度当時の1日平均乗降人員は350人であり、この値は岐阜市内線均一運賃区間内各駅（岐阜市内線・田神線・美濃町線徹明町駅 - 琴塚駅間）を除く名鉄全駅（342駅）中293位、 揖斐線・谷汲線（24駅）中11位であった[1]。

## 駅周辺
- 岐阜県農業総合研究センター

## 隣の駅
名古屋鉄道
揖斐線
尻毛駅 - 又丸駅 - 北方東口駅
- 1969年（昭和44年）までは隣の尻毛駅との間に川部橋駅が存在した。